# Adam Idah
Adam Uche Idah (Cork, 11 februari 2001) is een Iers voetballer die doorgaans speelt als spits. Hij stroomde in 2019 door vanuit de jeugdopleiding van Norwich City, waarmee hij in 2021 kampioen werd van de Championship. Na een half jaar op huurbasis maakte hij in 2024 de definitieve overstap naar Celtic FC, waarmee hij twee keer landskampioen werd en in 2024 de Schotse beker en de Scottish League Cup won. Idah doorliep meerdere Ierse jeugdelftallen, voordat hij in 2020 debuteerde in het Iers voetbalelftal.

## Clubcarrière

### Norwich City
Idah speelde in zijn geboortestad Cork voor College Corinthians, voordat hij vanaf 2017 ging spelen in de jeugdopleiding van Norwich City. Bij die club ondertekende hij in juli 2019 zijn eerste, vierjarig profcontract. Hij debuteerde op 27 augustus 2019 namens Norwich City in het profvoetbal, als basisspeler bij een 1–0 nederlaag tegen Crawley Town in de League Cup. Op 1 januari 2020 volgde zijn competitiedebuut, in de Premier League. Idah mocht van trainer Daniel Farke vlak voor tijd invallen voor Alexander Tettey bij een 1–1 gelijkspel tegen Crystal Palace. Drie dagen later maakte hij in de FA Cup zijn eerste drie doelpunten in het profvoetbal; met een hattrick hielp hij Norwich City aan een 2–4 zege op bezoek bij Preston North End. In de achtste finales van datzelfde toernooi benutte hij zijn strafschop in de penaltyreeks tegen Tottenham Hotspur, waarmee hij Norwich City naar de kwartfinales hielp. Na de onderbreking vanwege de coronacrisis mocht Idah in het restant van het seizoen telkens invallen. Norwich City degradeerde op 11 juli 2020, met drie speelronden te gaan, echter naar EFL Championship met een 0–4 nederlaag tegen West Ham United.
Bij zijn debuut in de Championship op 12 september 2020 maakte Idah zijn eerste competitietreffer, goed voor de overwinning op bezoek bij Huddersfield Town. Vanwege een schorsing en een blessure kwam hij tussen eind oktober 2020 en eind januari 2021 niet in actie. Op 27 december 2020 ondertekende hij een nieuw contract bij Norwich City, tot medio 2024. Norwich City dwong directe promotie terug naar de Premier League af en werd op 1 mei 2021 kampioen van het tweede niveau met een 4–1 overwinning tegen Reading FC. Idah moest ook dit duel missen vanwege blessureleed. Vanaf januari 2022 kreeg hij een basisplek van trainer Dean Smith als onderdeel van een spitsenduo met Teemu Pukki. Zo maakte hij op 15 januari 2022 zijn eerste doelpunt in de Premier League, bij een thuisoverwinning tegen Everton FC (2–1). Idah raakte op 9 februari 2022 echter geblesseerd aan zijn knie tijdens het competitieduel met Crystal Palace, waarmee hij de rest van het seizoen langs de zijlijn bleef. Zonder Idah werd voor Norwich City met vier speelronden te gaan degradatie een feit met een 2–0 nederlaag tegen Aston Villa op 30 april 2022.
Idah maakte op 23 augustus 2022 zijn rentree met een doelpunt in het League Cup-duel met AFC Bournemouth, maar raakte al snel opnieuw geblesseerd. Op 2 februari 2023 verlengde hij zijn contract bij Norwich City tot medio 2028. Hij kwam dat seizoen vooral als invaller in actie. Norwich City eindigde in de Championship op een teleurstellende dertiende plek. In de eerste helft van het seizoen 2023/24 kwam Idah, concurrerend met Ashley Barnes, Josh Sargent en Hwang Ui-jo, regelmatig in actie. Nadat hij de laatste maanden van het seizoen op huurbasis speelde voor Celtic FC, kwam hij in het begin van het seizoen 2024/25 nog namens Norwich City in actie in het competitieduel met Oxford United (2–0 nederlaag) op 10 augustus 2024. Hij moest het die dag doen als invaller, vanwege disciplinaire maatregelen, nadat hij in de voorbereiding het vliegtuig naar het trainingskamp in Oostenrijk had gemist.

### Celtic FC
Op 1 februari 2024 werd bekend dat Idah het restant van het seizoen op huurbasis zou spelen bij Celtic FC. Hij debuteerde voor deze club op 3 februari 2024, als vervanger van Paulo Bernardo in de uitwedstrijd tegen Aberdeen FC (1–1) in de Scottish Premiership. Vier dagen later startte hij in de basiself voor de thuiswedstrijd tegen Hibernian FC en was hij verantwoordelijk voor beide doelpunten, beide uit een strafschop, bij een 1–2 overwinning. Idah scoorde in de rest van het competitieseizoen nog zes keer, waaronder in de met 0–5 gewonnen kampioenswedstrijd tegen Kilmarnock FC op 15 mei 2024. Nadat hij op 20 april 2024 zijn strafschop had benut in de penaltyserie tegen Aberdeen FC in de halve finales van de Scottish Cup, maakte hij als invaller in de finale tegen aartsrivaal Rangers FC in de slotfase het enige doelpunt, waarmee hij Celtic FC hielp aan de dubbel.
Idah maakte op 12 augustus 2024 een permanente overstap naar Celtic FC, waar hij een vijfjarig contract ondertekende. Celtic FC betaalde aan Norwich City naar verluidt zo'n € 11 miljoen, nadat het een eerder bod afgewezen zag worden. Op 18 september 2024 scoorde Idah bij zijn debuut in het Europees clubvoetbal, bij een 5–1 zege op Slovan Bratislava in de UEFA Champions League, nadat hij binnen de lijnen was gekomen voor Kyogo Furuhashi. Hij benutte op 15 december 2024 zijn strafschop in de gewonnen penaltyserie tegen Rangers FC in de finale van de Scottish League Cup. De finale van de Scottish Cup ging op 24 mei 2025 juist op strafschoppen verloren tegen Aberdeen FC. Celtic FC verdedigde in het seizoen 2024/25 succesvol zijn kampioenschap, waarmee het het landelijke record van Rangers FC met 55 landstitels evenaarde. In de kampioenswedstrijd tegen Dundee United op 26 april 2025 was Idah goed voor twee doelpunten. Met 13 doelpunten in de competitie, waarvan 5 in de kampioensronde, moest hij enkel Daizen Maeda voor zich dulden als clubtopscorer.

## Clubstatistieken
| Seizoen         | Club            | Competitie           | Competitie | Competitie | Beker | Beker | Continentaal | Continentaal | Totaal | Totaal |
| Seizoen         | Club            | Competitie           | Wed.       | Dlp.       | Wed.  | Dlp.  | Wed.         | Dlp.         | Wed.   | Dlp.   |
| --------------- | --------------- | -------------------- | ---------- | ---------- | ----- | ----- | ------------ | ------------ | ------ | ------ |
| 2019/20         | Norwich City    | Premier League       | 12         | 0          | 4     | 3     | —            | —            | 16     | 3      |
| 2020/21         | Norwich City    | EFL Championship     | 17         | 3          | 0     | 0     | —            | —            | 17     | 3      |
| 2021/22         | Norwich City    | Premier League       | 17         | 1          | 4     | 0     | —            | —            | 21     | 1      |
| 2022/23         | Norwich City    | EFL Championship     | 25         | 2          | 2     | 1     | —            | —            | 27     | 3      |
| 2023/24         | Norwich City    | EFL Championship     | 28         | 6          | 6     | 1     | —            | —            | 34     | 7      |
| 2023/24         | → Celtic FC     | Scottish Premiership | 15         | 8          | 4     | 1     | 0            | 0            | 19     | 9      |
| 2024/25         | Norwich City    | EFL Championship     | 1          | 0          | 0     | 0     | —            | —            | 1      | 0      |
| 2024/25         | Celtic FC       | Scottish Premiership | 35         | 13         | 8     | 4     | 10           | 3            | 53     | 20     |
| 2025/26         | Celtic FC       | Scottish Premiership | 1          | 0          | 0     | 0     | 0            | 0            | 1      | 0      |
| Carrière totaal | Carrière totaal | Carrière totaal      | 151        | 33         | 28    | 10    | 10           | 3            | 189    | 46     |

Bijgewerkt t/m 4 augustus 2025.

## Interlandcarrière
Idah speelde voor Ierse jeugdelftallen vanaf de onder 15. In mei 2017 nam hij deel aan het EK onder 17 in Kroatië. Op het toernooi kwam hij in iedere wedstrijd in actie en scoorde hij in de groepswedstrijd tegen Bosnië en Herzegovina. Ierland werd in de kwartfinales uitgeschakeld door Engeland (1–0). Idah nam een jaar later deel aan hetzelfde toernooi, ditmaal in Engeland. Hij kwam wederom in iedere wedstrijd in actie en scoorde wederom tegen Bosnië en Herzegovina in de groepsfase (0–2 winst). Ierland werd ook ditmaal uitgeschakeld in de kwartfinales, ditmaal na strafschoppen tegen Nederland, nadat Idah zijn strafschop miste. Idah debuteerde op 24 maart 2019 namens Ierland onder 21 met twee doelpunten in een EK-kwalificatiewedstrijd tegen Luxemburg.
Idah werd op 24 augustus 2020 door bondscoach Stephen Kenny voor het eerst opgeroepen voor het Iers voetbalelftal, voor de wedstrijden tegen Bulgarije en Finland in de UEFA Nations League. Tegen Bulgarije op 3 september 2020 (1–1) debuteerde hij voor het nationale elftal met een basisplek. Op 19 maart 2023 maakte hij zijn eerste interlanddoelpunt. In een korte invalbeurt zette hij de eindstand op het scorebord bij een 3–0 overwinning tegen Gibraltar in de EK-kwalificatie.
| Interlands van Adam Idah voor Ierland | Interlands van Adam Idah voor Ierland | Interlands van Adam Idah voor Ierland | Interlands van Adam Idah voor Ierland | Interlands van Adam Idah voor Ierland | Interlands van Adam Idah voor Ierland |
| №                                     | Datum                                 | Wedstrijd                             | Uitslag                               | Competitie                            | Goals                                 |
| 22                                    | Als speler bij Norwich City           | Als speler bij Norwich City           | Als speler bij Norwich City           | Als speler bij Norwich City           | 3                                     |
| ------------------------------------- | ------------------------------------- | ------------------------------------- | ------------------------------------- | ------------------------------------- | ------------------------------------- |
| 1                                     | 3 september 2020                      | Bulgarije – Ierland                   | 1 – 1                                 | UEFA Nations League 2020/21           |                                       |
| 2                                     | 6 september 2020                      | Ierland – Finland                     | 0 – 1                                 | UEFA Nations League 2020/21           |                                       |
| 3                                     | 14 oktober 2020                       | Finland – Ierland                     | 1 – 0                                 | UEFA Nations League 2020/21           |                                       |
| 4                                     | 12 november 2020                      | Engeland – Ierland                    | 3 – 0                                 | Vriendschappelijk                     |                                       |
| 5                                     | 15 november 2020                      | Wales – Ierland                       | 1 – 0                                 | UEFA Nations League 2020/21           |                                       |
| 6                                     | 3 juni 2021                           | Andorra – Ierland                     | 1 – 4                                 | Vriendschappelijk                     |                                       |
| 7                                     | 8 juni 2021                           | Hongarije – Ierland                   | 0 – 0                                 | Vriendschappelijk                     |                                       |
| 8                                     | 1 september 2021                      | Portugal – Ierland                    | 2 – 1                                 | Kwalificatie WK 2022                  |                                       |
| 9                                     | 4 september 2021                      | Ierland – Azerbeidzjan                | 1 – 1                                 | Kwalificatie WK 2022                  |                                       |
| 10                                    | 7 september 2021                      | Ierland – Servië                      | 1 – 1                                 | Kwalificatie WK 2022                  |                                       |
| 11                                    | 9 oktober 2021                        | Azerbeidzjan – Ierland                | 0 – 3                                 | Kwalificatie WK 2022                  |                                       |
| 12                                    | 11 november 2021                      | Ierland – Portugal                    | 0 – 0                                 | Kwalificatie WK 2022                  |                                       |
| 13                                    | 14 november 2021                      | Luxemburg – Ierland                   | 0 – 3                                 | Kwalificatie WK 2022                  |                                       |
| 14                                    | 27 maart 2023                         | Ierland – Frankrijk                   | 0 – 1                                 | Kwalificatie EK 2024                  |                                       |
| 15                                    | 16 juni 2023                          | Griekenland – Ierland                 | 2 – 1                                 | Kwalificatie EK 2024                  |                                       |
| 16                                    | 19 juni 2023                          | Ierland – Gibraltar                   | 3 – 0                                 | Kwalificatie EK 2024                  | 90+2'                                 |
| 17                                    | 7 september 2023                      | Frankrijk – Ierland                   | 2 – 0                                 | Kwalificatie EK 2024                  |                                       |
| 18                                    | 10 september 2023                     | Ierland – Nederland                   | 1 – 2                                 | Kwalificatie EK 2024                  | 4' (pen.)                             |
| 19                                    | 13 oktober 2023                       | Ierland – Griekenland                 | 0 – 2                                 | Kwalificatie EK 2024                  |                                       |
| 20                                    | 16 oktober 2023                       | Gibraltar – Ierland                   | 0 – 4                                 | Kwalificatie EK 2024                  |                                       |
| 21                                    | 18 november 2023                      | Nederland – Ierland                   | 1 – 0                                 | Kwalificatie EK 2024                  |                                       |
| 22                                    | 21 november 2023                      | Ierland – Nieuw-Zeeland               | 1 – 1                                 | Vriendschappelijk                     | 28'                                   |
| 10                                    | Als speler bij Celtic FC              | Als speler bij Celtic FC              | Als speler bij Celtic FC              | Als speler bij Celtic FC              | 2                                     |
| 23                                    | 23 maart 2024                         | Ierland – België                      | 0 – 0                                 | Vriendschappelijk                     |                                       |
| 24                                    | 26 maart 2024                         | Ierland – Zwitserland                 | 0 – 1                                 | Vriendschappelijk                     |                                       |
| 25                                    | 4 juni 2024                           | Ierland – Hongarije                   | 2 – 1                                 | Vriendschappelijk                     | 36'                                   |
| 26                                    | 11 juni 2024                          | Portugal – Ierland                    | 3 – 0                                 | Vriendschappelijk                     |                                       |
| 27                                    | 7 september 2024                      | Ierland – Engeland                    | 0 – 2                                 | UEFA Nations League 2024/25           |                                       |
| 28                                    | 10 september 2024                     | Ierland – Griekenland                 | 0 – 2                                 | UEFA Nations League 2024/25           |                                       |
| 29                                    | 10 oktober 2024                       | Finland – Ierland                     | 1 – 2                                 | UEFA Nations League 2024/25           |                                       |
| 30                                    | 23 maart 2025                         | Ierland – Bulgarije                   | 2 – 1                                 | UEFA Nations League 2024/25           | 84'                                   |
| 31                                    | 6 juni 2025                           | Ierland – Senegal                     | 1 – 1                                 | Vriendschappelijk                     |                                       |
| 32                                    | 10 juni 2025                          | Luxemburg – Ierland                   | 0 – 0                                 | Vriendschappelijk                     |                                       |

Bijgewerkt t/m 4 augustus 2025.

## Erelijst
Norwich City
- EFL Championship: 2020/21

 Celtic FC
- Scottish Premiership: 2023/24, 2024/25
- Scottish Cup: 2023/24
- Scottish League Cup: 2024/25